# فاطمة بن سعيدان
فاطمة بن سعيدان (25 ديسمبر 1949) ممثلة سينمائية ومسرحية تونسية.
مبدعة، تترك بصمتها في أيّ عمل مسرحي أو سينمائي تشارك فيه. تعمل في صمت، فهي ثائرة على خشبة المسرح وأمام كاميراهات السينما ومنعزلة عن وسائل الإعلام.

إنطلقت من مسرح الهواية سنة 1978، أثمرت هذه التجربة عشقا بلا حدود للفن الرابع، جعلت من الركح أرضا زرعت فيها هواجسها واستمدّت منها أسرار الوجود. اقتحمت مجال السينما في أول تجربة بفيلم «عرب» فكان المأوى الثاني الذي حوى أحلامها.

## أعمالها

### السينما

#### الأفلامالطويلة
- 1988 : عرب للفاضل الجزيري والفاضل الجعايبي
- 1989 : مجنون ليلى للطيب الوحيشي
- 1990 : عصفور السطح لفريد بوغدير
- 1992 :
  - يا سلطان المدينة للمنصف ذويب
  - الززوات لمحمد علي العقبي
- 1994 : صمت القصور لمفيدة التلاتلي
- 1996 : صيف حلق الوادي لفريد بوغدير
- 1999 : كيد النسا لفريدة بليزيد
- 2002 : بنت كلثوم لمهدي شرف
- 2006 :
  - جنون للفاضل الجعايبي
  - التلفزة جاية للمنصف ذويب
  - آخر فيلم لنوري بوزيد
- 2012 : باب الفلة لمصلح كريم
- 2013 :
  - خميس عشية لمحمد دمق
  - هز يا وز لإبراهيم اللطيف
- 2015 :
  - قصر الدهشة لمختار العجيمي
  - عزيز روحو لسنية شامخي
  - تالة مون أمور لمهدي هميلي
- 2016 :
  - عطر الربيع لفريد بوغدير
  - وه! لإسمهان الأحمر
  - وقائع قريتي لكريم ترايديا
- 2017 :
  - بنزين لسارة عبيدي
  - الجايدة لسلمى بكار
- 2019 :
  - بورتو فارينا لإبراهيم اللطيف بدور عايشة
  - عرايس الخوف للنوري بوزيد

#### الأفلام المتوسطة
- 2008 : ضربة جزاء للنوري بوزيد
- 2010 : شاق واق لنصر الدين السهيلي

#### الأفلام القصيرة
- 2005 : نسمة وريح للسعد الدخيلي
- 2006 :
  - مدام بهجة لوليد الطايع
  - أنا وأختي والشيء لكوثر بن هنية
- 2008 :
  - يموت الحوت لمالك عمارة
  - وراء البلايك لسنية شامخي
- 2013 : أي حاجة لاسمهان لحمر
- 2014 : ليلة الڨمرة العمياء لخديجة فاطمة لمكشر

## التلفاز

#### المسلسلات
- 1998 : بانوراما لفاطمة اسكندراني
- 2021 : كان يا ما كانش لعبد الحميد بوشناق بدور ميمة
- 2024 : رڤوج لعبد الحميد بوشناق بدور منوبية

#### الأفلام التلفزية
- 1987 : طفل إسمه يسوع لفرانكو روسي
- 2001 : طلاق إنشاء للمنصف ذويب
- 2007 : تتويج الرجل (فيلم وثائقي) لجاك مالاتير
- 2008 : فيلا الياسمين لفريد بوغدير

#### البرامج التلفزية
- 2014 : الإنجليزي (ضيفة الحلقة 6) على قناة تونسنا

## المسرح
- 1989 : العوادة للفاضل الجعايبي والفاضل الجزيري
- 1992 : كوميديا، وقام بإخراجها للمسرح الفاضل الجعايبي
- 1993 : فاميليا، وقام بإخراجها للمسرح الفاضل الجعايبي
- 1995 : عشاق المقهى المهجور، وقام بكتابتها وإخراجها للمسرح الفاضل الجعايبي
- 1997 : سهرة خاصة، وقام بإخراجها للمسرح الفاضل الجعايبي
- 2001 : جنون، وقامت بكتابتها جليلة بكار وأخرجها للمسرح الفاضل الجعايبي
- 2006 : خمسون، وقامت بكتابتها جليلة بكار وأخرجها للمسرح الفاضل الجعايبي
- 2010 : يحيى يعيش، وقامت بكتابتها جليلة بكار وأخرجها للمسرح الفاضل الجعايبي
- 2013 : تسونامي، وقامت بكتابتها جليلة بكار وأخرجها للمسرح الفاضل الجعايبي
- 2015 : بلاتو، مقتبسة عن نكراسوف لجان بول سارتر، وأخرجها للمسرح غازي الزغباني
- 2016 : العنف، وقامت بكتابتها جليلة بكار وأخرجها للمسرح الفاضل الجعايبي
- 2017 : الخوف، وقامت بكتابتها جليلة بكار وأخرجها للمسرح الفاضل الجعايبي
- 2022 : فلاڤرانتي، وإشتركت في كتابتها وإخراجها للمسرح آسيا الجعايبي

## الجوائز
- الجائزة الأولى لالترجمة النسائية في المهرجان الوطني لمسرح الهواة بتونس لشجاعة الأم لحمادي المزي سنة 1979
- الجائزة الأولى للأداء النسائي لفاميليا في مهرجان القاهرة التجريبي الدولي لسنة 1993
- جائزة المسرح الوطني في يوم الثقافة الوطني لسنة 2005
- تنويه خاص من لجنة التحكيم بمهرجان عنابة لسينما البحر الأبيض المتوسط لسنة 2015 عن أدائه في فيلم قصر الدهشة لمختار العجيمي

## وصلات خارجية
- فاطمة بن سعيدان على موقع IMDb (الإنجليزية)
- فاطمة بن سعيدان على موقع قاعدة بيانات الأفلام العربية
- فاطمة بن سعيدان على موقع ألو سيني (الفرنسية)
- فاطمة بن سعيدان على موقع أول موفي (الإنجليزية)
- فاطمة بن سعيدان على موقع قاعدة بيانات الأفلام السويدية (السويدية)
- فاطمة بن سعيدان على موقع قاعدة بيانات الفيلم (الإنجليزية)
- فاطمة بن سعيدان على موقع كينوبويسك (الروسية)